# Herlufmagle Sogn
Herlufmagle Sogn 

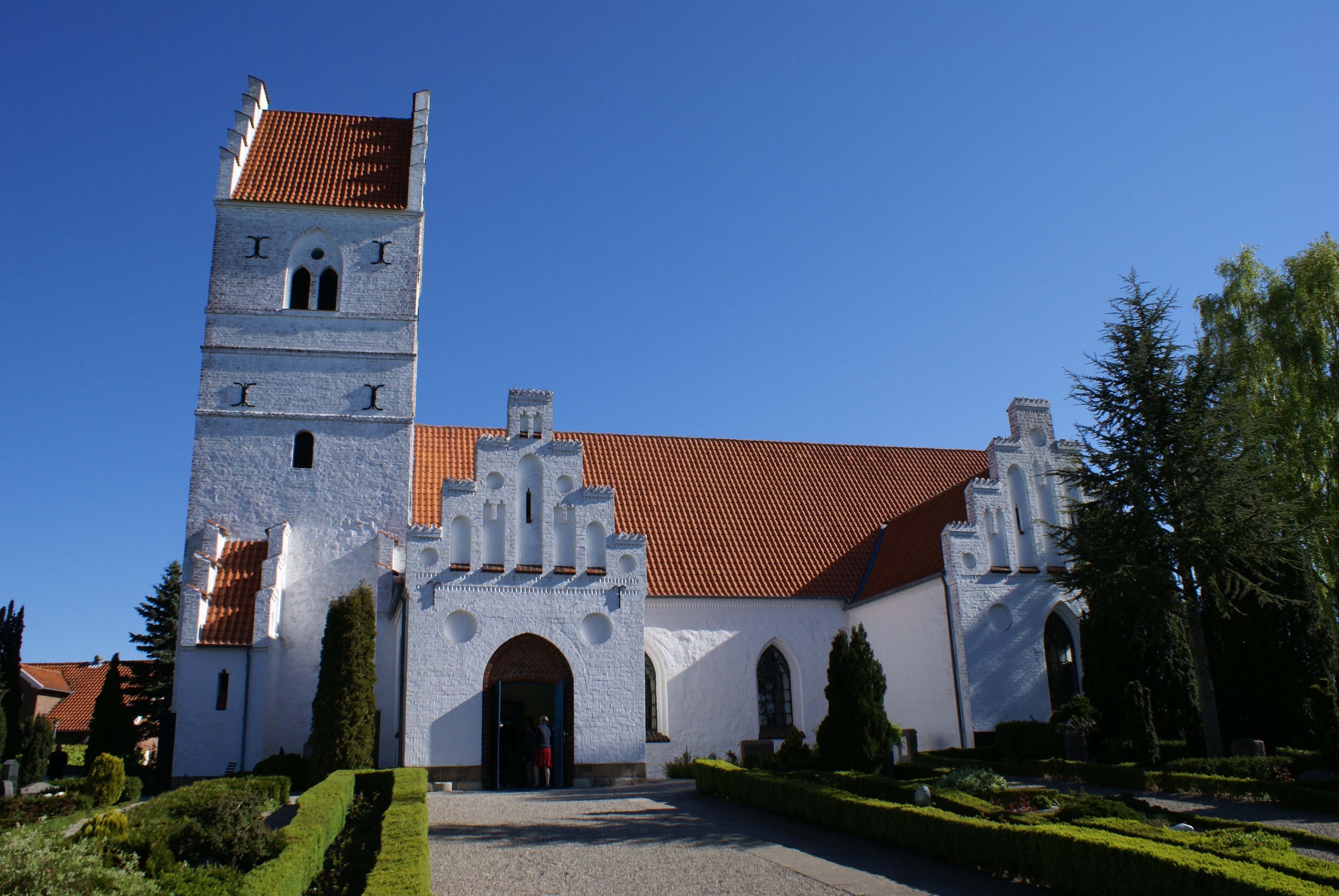
Herlufmagle Kirke

ist eine Kirchspielsgemeinde (dän.: Sogn)
auf der Insel Sjælland im südlichen Dänemark.
Bis 1970 gehörte sie zur Harde Tybjerg Herred im damaligen Præstø Amt, danach zur Suså Kommune im Storstrøms Amt, die im Zuge der  Kommunalreform zum 1. Januar 2007 in der Næstved Kommune in der Region Sjælland aufgegangen ist.
Im Kirchspiel leben 3347 Einwohner, davon 1495 im Kirchdorf und 1152 in Gelsted (Stand: 1. Januar 2023).
Im Kirchspiel liegt die Kirche „Herlufmagle Kirke“.
Nachbargemeinden sind im Südosten Holme-Olstrup Sogn und Fensmark Sogn, im Südwesten Rislev Sogn, im Westen Skelby Sogn, im Nordwesten Glumsø Sogn, im Norden Sandby Sogn und  im Nordosten Tybjerg Sogn, ferner in der östlich benachbarten Faxe Kommune Teestrup Sogn.

## Persönlichkeiten
- Matilde Bajer (1840–1934), Frauenrechtlerin und Pazifistin